# مشهد نبی حسین
مشهد نبی حسین یا «مقام حسین» زیارتگاه و مسجدی در شهر اشکلون در اسرائیل بود که آن را راس الحسین می نامیدند. این مسجد که قدمت آن به قرون وسطی باز می‌گشت و از مساجد واقع در باریکه غزه به‌شمار می‌رفت در سال ۱۹۵۰ توسط ارتش اسرائیل و فرماندهی موشه دایان تخریب شد.
در نوشته‌های تاریخی از این بنا به عنوان بزرگترین مسجد موجود در شهر اشکلون نام برده شده‌است.

## تاریخچه

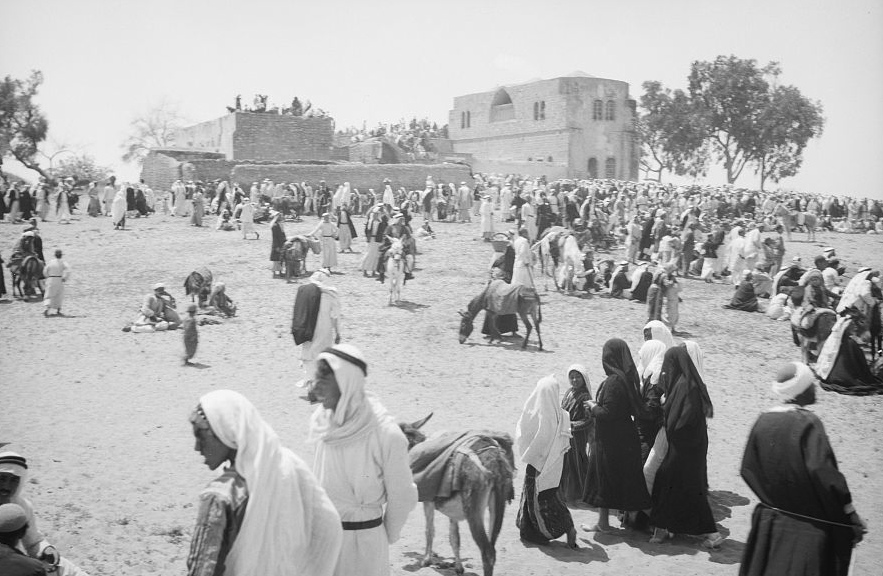
مسلمانان در عسقلان

گرچه اغلب شیعیان اعتقاد دارد که راس الحسین به کربلا بازگردانده شد و همراه پیکر ایشان دفن گردید اما برخی اماکن دیگر نیز به دفن راس الحسین مشهور و مورد زیارت است. یکی از این اماکن نیز در بالای تپه‌ای در کنار شهر عسقلان در فلسطین بود.
پس از چندی برخی شیعیان نیز در این شهر استقرار یافته و سکونت گزیدند. بنایی نیز بر روی محل دفن ساخته شد. گفته شده در جریان جنگ چهارم صلیبی در سال ۱۱۵۴ راس الحسین به مصر (فسطاط یا قاهره) انتقال یافت اما این مکان همچنان مورد زیارت شیعه و سنی قرار داشت.
باستان‌شناس یهودی که راز کلتر (Raz Kletter) که پیش از تأسیس اسرائیل و در دوران قیمومیت بریتانیا بر فلسطین در دپارتمان آثار باستانی فعال بوده‌است می‌گوید نامه‌های اعتراضی به مقامات ارتش اسرائیل فرستاده که بی نتیجه بوده و به عنوان یک فرد آزاردهنده معرفی شده‌است.
این اثر باستانی و مکان مقدس چنان تخریب گردید که حتی یک سنگ هم از آن باقی نماند.

## اهداف تخریب
راز کلتر باستان‌شناس یهودی در کتابی با عنوان «Just Past? The Making of Israeli Archaeology» می‌گوید که تنها بخش کمی از این بناها در جریان جنگ تخریب شده و تخریب بسیاری دیگر پس از جنگ و به اهداف سیاسی دولتمردان از جمله بن گوریون بوده‌است.